# Architecture Queenslander
 (novembre 2021).
Si vous disposez d'ouvrages ou d'articles de référence ou si vous connaissez des sites web de qualité traitant du thème abordé ici, merci de compléter l'article en donnant les références utiles à sa vérifiabilité et en les liant à la section « Notes et références ».

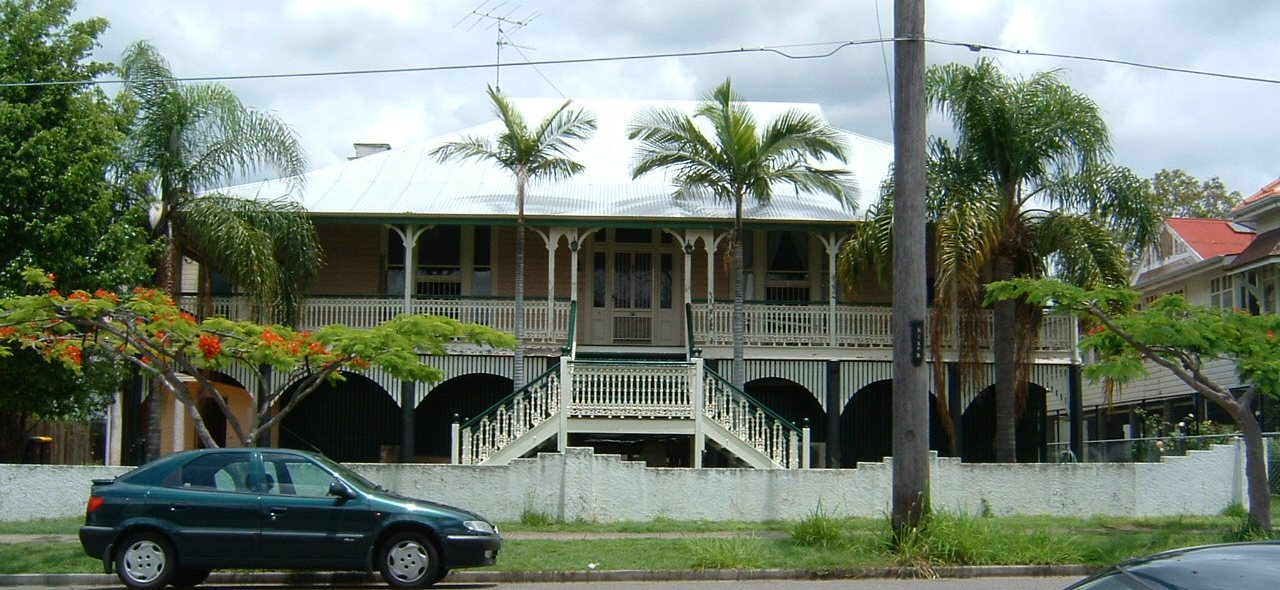
Une maison Quenslander dans la banlieue de Brisbane.

L’architecture Queenslander (ou Old Queenslander) est un style architectural répandu au Queensland, en Australie. On le trouve également dans la partie nord de la Nouvelle-Galles du Sud. Ce style s'est répandu des années 1840 jusqu'aux années 1960 et a été utilisé principalement pour la construction de maisons individuelles, bien que certains édifices commerciaux tels que les hôtels aient été construits à travers toute l'Australie dans le style Victorian Filigree très proche.
Les maisons Queenslanders sont identifiables par de grandes vérandas où s'ouvrent de grandes doubles portes. Elles sont typiquement construites sur un sous-sol en bois ou en béton. L'utilisation de bois a été interdite au milieu des années 1950 et toutes les rénovations doivent désormais être faites en acier ou en béton. Les sous-sols avaient deux finalités, d'une part augmenter l'aération des maisons et d'autre part les protéger contre les crues ainsi que contre les termites et autres insectes nuisibles. Les maisons Queenslanders sont toujours construites essentiellement en bois, même si certaines sont restaurées avec des revêtements préfabriqués en plastique. Avant l'époque de l'air conditionné, de grandes portes et fenêtres, alignées dans la maison, augmentaient l'écoulement de l'air. Les toits sont généralement en tôle ondulée ou en étain et les murs extérieurs en bois étaient souvent peints dans des tons doux pastel. Le sous-sol pouvait être utilisé comme zone de réfrigération. On y pendait un filet, à l'ombre et qu'on faisait tremper dans l'eau. La viande et le lait pouvaient être ainsi conservés pour de courtes périodes de temps (jusqu'à un jour ou deux) relativement au frais. Les planchers sont généralement en bois dans toute la maison. Les ouvertures sont souvent munies de volets à lames afin de permettre une circulation d'air durant les orages fréquents au Queensland, ou de fenêtres en verre dépoli pour diffuser et adoucir la lumière du soleil, ou des deux. Les bâtiments commerciaux et les maisons construites par des gens riches possèdent souvent des ornements en fer forgé comme les balustrades.
Typiquement, ce modèle est le mieux adapté aux climats subtropicaux du Queensland, une région avec des températures moyennes de l'ordre de 23 à 36 degrés Celsius, mais il n'est pas rare que les températures soient beaucoup plus élevées en été.

## Galerie

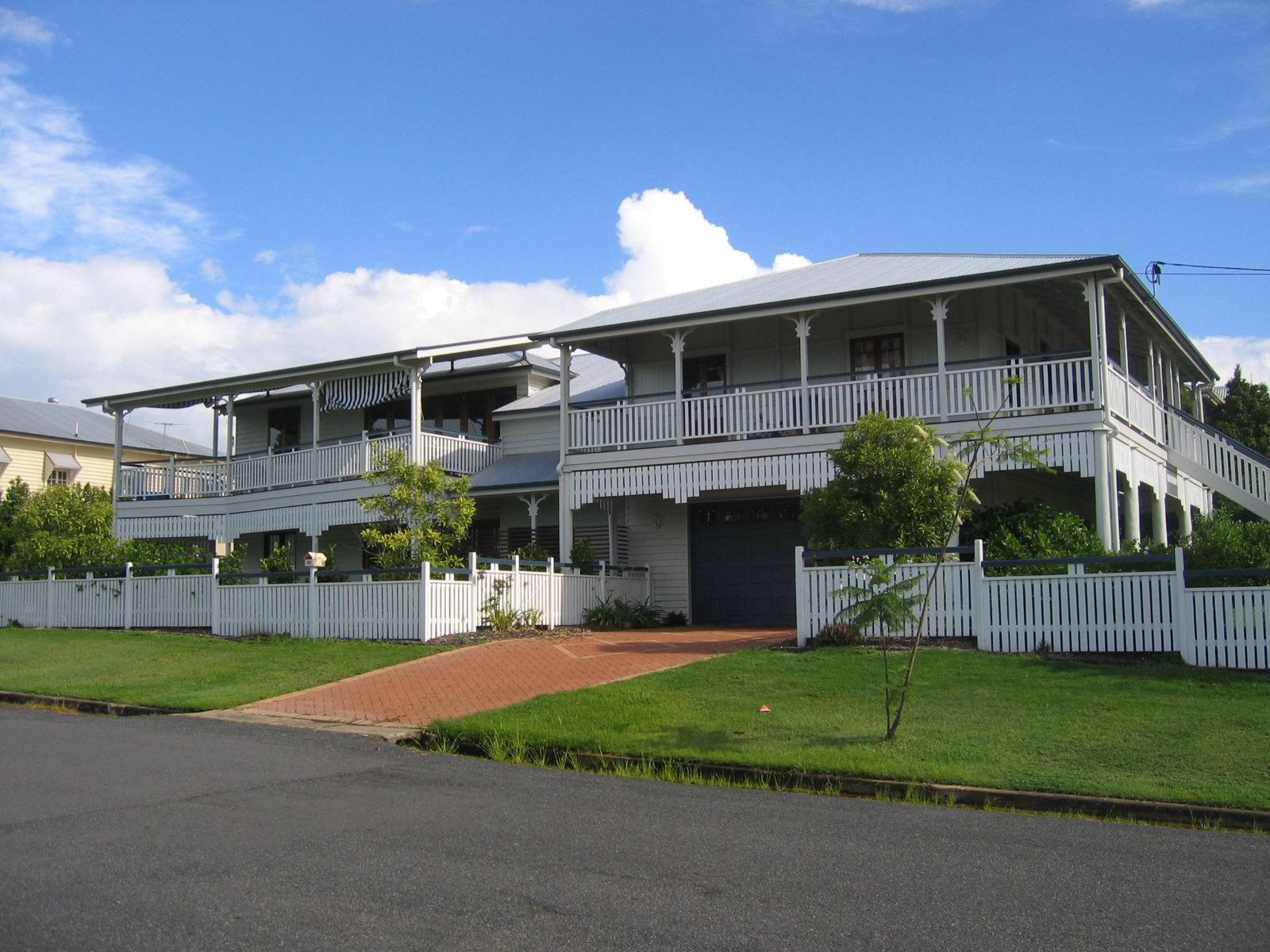
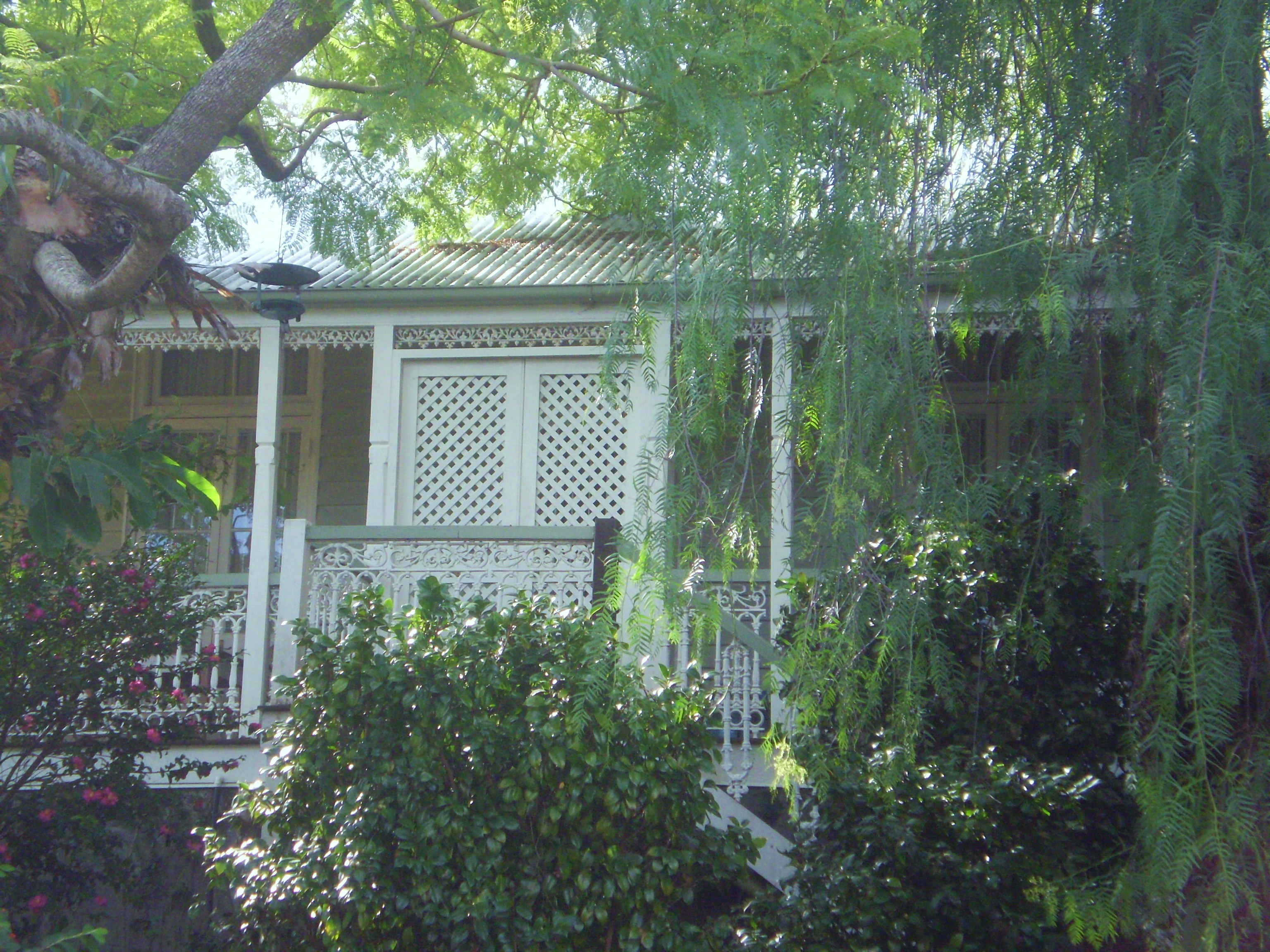
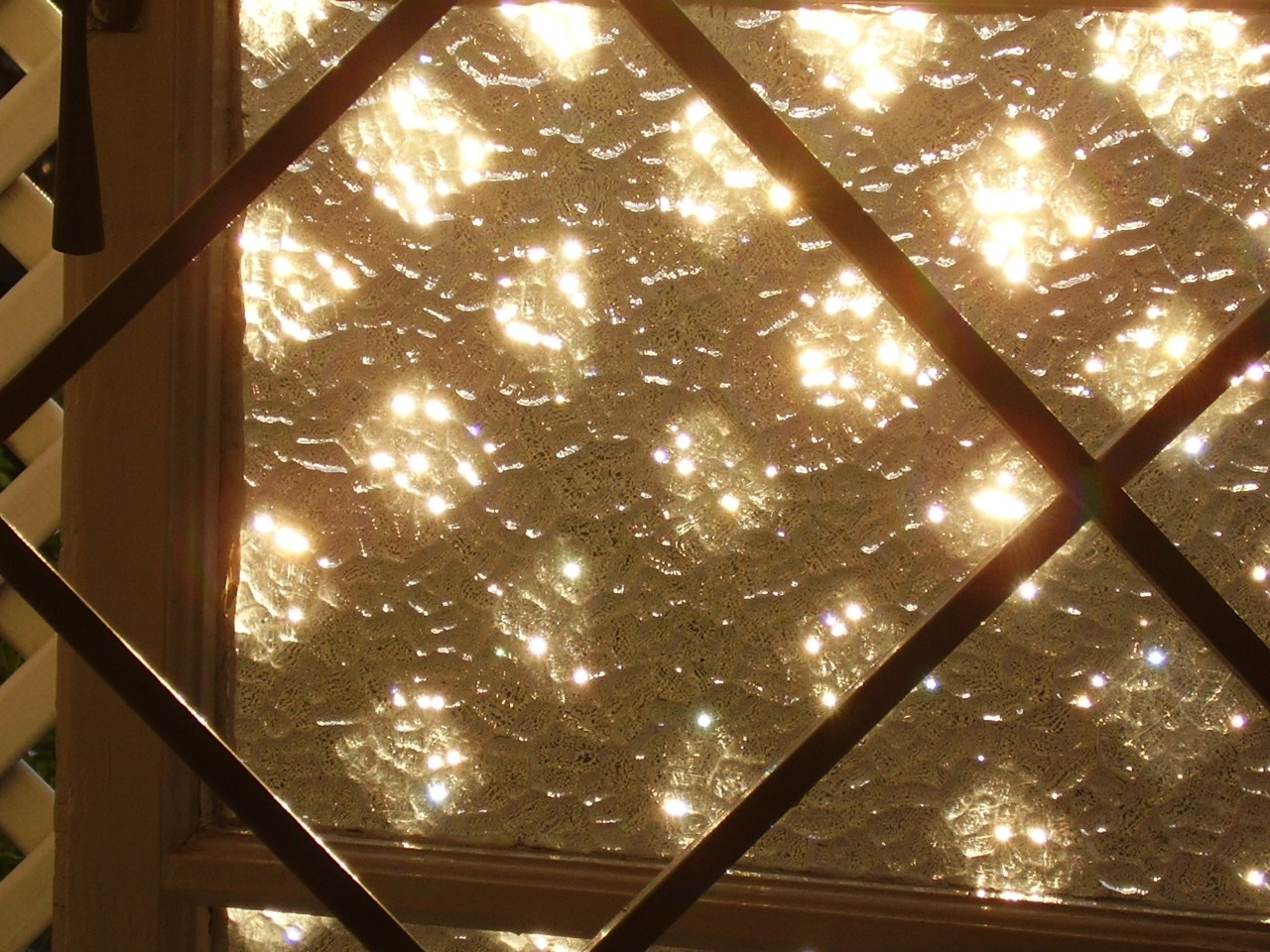